# شیر دریایی نیوزیلندی
شیر دریایی نیوزیلندی (نام علمی: Phocarctos hookeri) نام یک گونه از تیره فک گوش‌دار است.